# Charlie Benante
Charles Lee Benante (* 27. listopadu 1962, Bronx, New York) je americký hudebník, nejznámější jako člen thrashmetalové skupiny Anthrax a groovemetalové skupiny Pantera. Spolu s kytaristou Scottem Ianem je autorem většiny skladeb kapely.

## Kariéra
Benante je členem Anthrax od roku 1983, tedy z doby před vydáním debutového alba Fistful of Metal. Podílel se na všech studiových albech kapely. Je známý jako průkopník techniky bubnování double-bass a propagátor techniky blast beat v souvislosti s thrash metalem.
Kromě hraní na bicí je Benantě kytaristou a hrál na několika albech skupiny S.O.D. (Stormtroopers of Death), hrající crossover thrash. Pracuje také jako grafik a vytvořil přebaly mnoha alb Anthrax.
14. července 2022 bylo oznámeno, že Benante se připojil ke znovusjednocení Pantery jako hostující člen na turné za původního bubeníka a jeho blízkého přítele Vinnieho Paula.

## Vybavení
Používá bicí Tama, činely Paiste a paličky Vic Firth.

## Diskografie

### Stormtroopers of Death
- Speak English or Die
- Live at Budokan
- Bigger than the Devil

### Anthrax
- Fistful of Metal (1984)
- Spreading the Disease (1985)
- Among the Living (1987)
- State of Euphoria (1988)
- Persistence of Time (1990)
- Sound of White Noise (1993)
- Stomp 442 (1995)
- Volume 8: The Threat Is Real (1998)
- We've Come for You All (2003)
- Worship Music (2011)
- For All Kings (2016)